# Sanguirana albotuberculata
Sanguirana albotuberculata е вид земноводно от семейство Водни жаби (Ranidae).

## Разпространение
Видът е ендемичен за потоците и реките в долните планински и низинни гори на островите Лейте, Самар и Минданао във Филипините.